# Amata tetragonaria
Amata tetragonaria  là một loài bướm đêm thuộc phân họ Arctiinae, họ Erebidae.